# مصيدة (حمص)
مصيدة قرية في ناحية مركز قرى تلكلخ التابعة لمنطقة تلكلخ في محافظة حمص. تقع غرب مدينة حمص. تشتهر القرية بزراعة العنب والتين والزيتون وتربية المواشي.